# P進L関数
数学では、p-進ゼータ函数 (p-adic zeta function)、あるいはより一般的に p-進 L-函数 (p-adic L-function) とは、リーマンゼータ函数やより一般的なディリクレの L-函数に類似した函数であるが、函数の定義域と値域が p-進的であるものを言う（ここに p は素数である）。p-進 L-函数の定義域は p-進整数環 Zp や、射有限 p-群、ガロア表現の p-進族であり、像はp-進数体 Qp もしくはその代数的閉包である。

## ディリクレ L-函数
ディリクレ L-函数は、級数
{\displaystyle L(s,\chi )=\sum _{n=1}^{\infty }{\frac {\chi (n)}{n^{s}}}=\prod _{p{\text{ prime number}}}{\frac {1}{1-\chi (p)p^{-s}}}}
の解析接続として与えられる。負の整数でのディリクレ L-函数の値は、
{\displaystyle L(1-n,\chi )=-{\frac {B_{n,\chi }}{n}}}
である。ここに、Bn,χ は一般化されたベルヌーイ数であり、導手 f を持つディリクレ指標 χ に対し、
{\displaystyle \displaystyle \sum _{n=0}^{\infty }B_{n,\chi }{\frac {t^{n}}{n!}}=\sum _{a=1}^{f}{\frac {\chi (a)te^{at}}{e^{ft}-1}}}
で定義される。

## 補完を使った定義
久保田-レオポルドの p-進 L-函数 Lp(s, χ) は、p でのオイラー因子を取り除いたディリクレのL-函数を補完する。さらに詳しくは、Lp(s, χ) は p-進数 s の連続函数であり、p − 1 により割ることのできる正の整数 n に対し 
{\displaystyle \displaystyle L_{p}(1-n,\chi )=(1-\chi (p)p^{n-1})L(1-n,\chi )}
となる唯一のものである。この式の右辺はまさに通常のディリクレの L-函数から、p でのオイラー因子を取り除いたものである。また、 p でのオイラー因子を取り除かない
場合には、右辺は p-進的に連続とはならない。右辺の連続性は密接にクンマー合同(Kummer congruence)と関連している。
n が p − 1 により割れない場合は、一般的にこのことは成立しない。代わりに、正の整数 n に対し、
{\displaystyle \displaystyle L_{p}(1-n,\chi )=(1-\chi \omega ^{-n}(p)p^{n-1})L(1-n,\chi \omega ^{-n})}
が成り立つ。ここに χ はタイヒミューラー指標(Teichmüller character) ω のべきによりツイストされている。

## p-進測度と見なすと
p-進L-函数はまた、p-射有限ガロア群上のp-進測度(p-adic measures)（あるいは、p-進分布(p-adic distributions)）とも考えることができる。この観点と久保田・レオポルトの観点との間の変換は（Zp 上の Qp-値を持つ函数として）、メイザー・メリン変換(Mazur–Mellin transform)（と類体論）を経由する。

## 総実体
Deligne & Ribet (1980) では、前に行われている Serre (1973) に立脚し、総実体の解析的 p-進L-函数を構成した。Barsky (1978) と Cassou-Noguès (1979)は独立に同じ結果を導き出したが、このアプローチは、新谷卓郎の L-値の研究のアプローチに従っている。